# رافعة حبوب
في مجال تجارة الحبوب يُعَرَّف مُصطَلح رافعة الحبوب أنه عبارة عن برجٍ يحتوي على رافعة للدلو أو ناقل هوائي يعمل على جرف الحبوب من مستوى أدنى وإيداعها في صومعة الغلال أو أي وسيلة أخرى للتخزين. وفي معظم الحالات، يشمل مصطلح «مخزن الحبوب» مجموعة المخازن بأكملها بما في ذلك مراكز الاستقبال والاختبار، وميزان بسكول، ووسائل التخزين، وما إلى ذلك. وقد يعني أيضًا المنظمات التي تقوم بتشغيل المخازن الفردية المتعددة ومراقبتها في أماكنٍ مختلفة. ويشير مصطلح مخزن الحبوب في أستراليا إلى آلية الرفع فقط (راجع «الاستخدام» أدناه).
وقبل ظهور فكرة مخزن الحبوب، كانت الحبوب توضع عادةً في أكياسٍ بدلاً من تركها غير مُعبأة (كميات كبيرة من الحبوب السائبة غير المعبأة). اختَرَع فكرة المخزن تاجر يُدعَى جوزيف دارت (Joseph Dart) ومهندس اسمه روبرت دونبار (Robert Dunbar) خلال عام 1842&ndash؛43 في مدينة بوفالو، نيويورك. وباستخدام فكرة مطاحن الدقيق التي تعمل بقوة البخار التي اخترعها أوليفر إيفانز كنموذجٍ لهم، قامت دارت ودونبار بابتكار الدعامة البحرية التي تعمل على جرف الحبوب غير المعبأة من السفينة ورفعها إلى أعلى البرج الملاحي.
وكانت مخازن الحبوب وصناديق التخزين سابقًا تُصَنّع من خشب مؤطَّر أو مربع، لكنه مُعرَض للاشتعال. وتُصنّع الآن صناديق تخزين الحبوب، والصهاريج، وصوامع الغلالمن الصُلب أو الخرسانة المسلحة. تُستخدم رافعات الدلو لرفع الحبوب إلى الموزِع أو المُرسِل والتي تتدفق من خلال أنابيب و/أو ناقلات وتوضع في واحدةٍ من صناديق التخزين، أو صوامع الغلال، أو الصهاريج في منشأةٍ ما. ويمكن، عند الرغبة، تفريغ صوامع الغلال وصناديق التخزين والصهاريج بفعل الجاذبية مكتسحة بريمة الحفر والناقلات. وعند تفريغ الحبوب من صناديق التخزين، والصهاريج، وصوامع الغلال يتم نقلها ومزجها وتحميلها في شاحناتٍ، أو عربات قطار أو في مراكب نقل البضائع وتُنقل إلى تجار الجملة، والمُصدِّرين، و/أو المُستخدِمين النهائيين المحليين مثل مطاحن الدقيق، ومصانع البيرة، والإيثانول أو تقطير التقطير.

## الاستخدامات والتعريفات

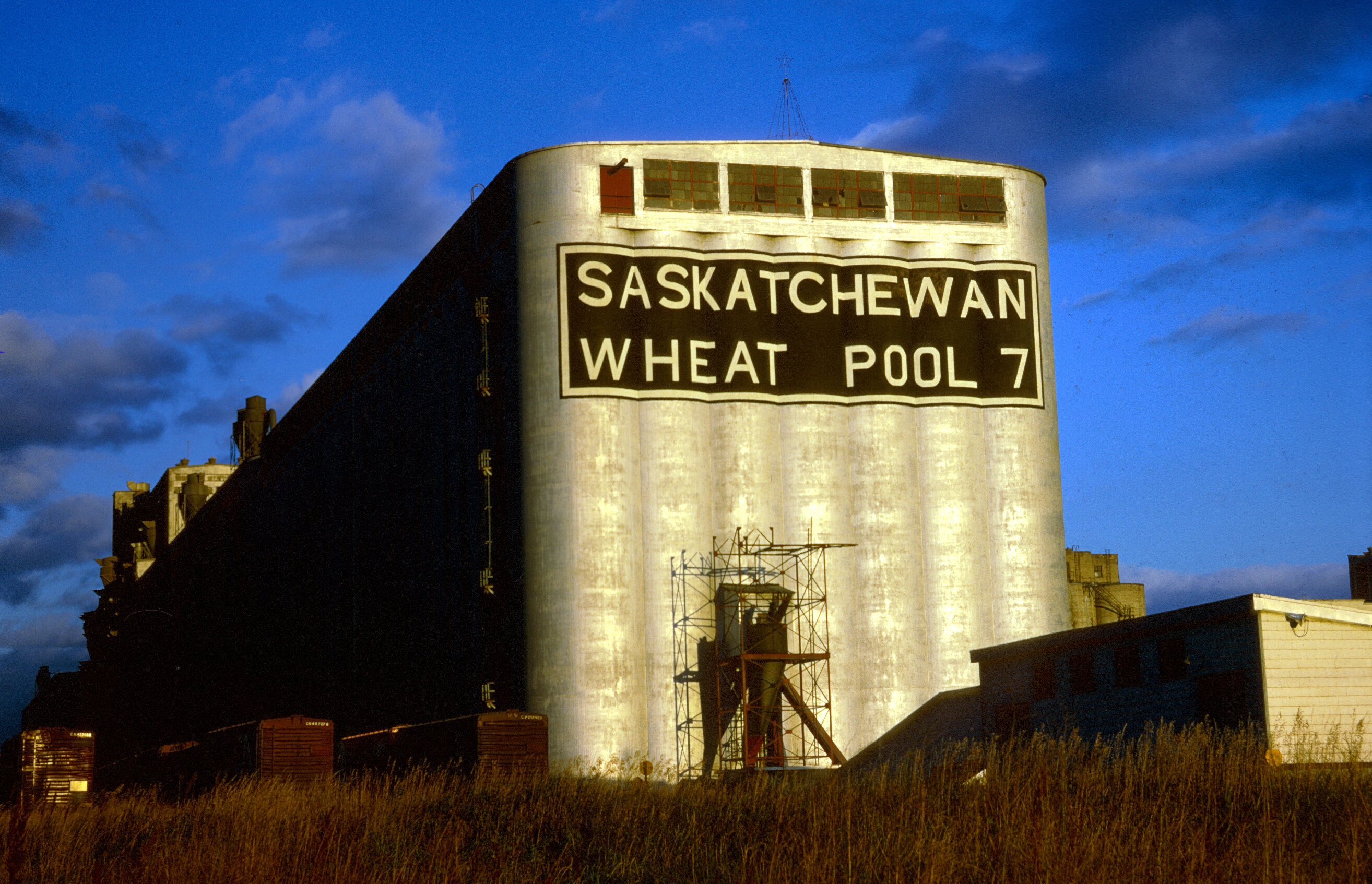
صندوق قمح ساسكاتشوان (Saskatchewan) رقم 7، ثاندر باي، أونتاريو.

وفي الإنجليزية الأسترالية، يقتصر مصطلح «مخزن الحبوب» على أبراج التخزين، بينما يتميز مبنى أو مجمع الاستلام والتخزين باسمه الرسمي نقطة الاستلام أو الاسم الأكثر شيوعًا «صندوق تخزين الحنطة (القمح)». تُعرَف العمليات واسعة النطاق لاستلام وتخزين الحبوب والسوقيات في أستراليا بمعالجة الشحنات غير المُعبأة.
ويُستخدم مصطلح «مخزن الحبوب» في كندا للإشارة إلى المكان الذي يبيع فيه المزارعون الحبوب في ظل نظام التوزيع العالمي للحبوب و/أو المكان الذي تُنقَل فيه الحبوب لعربات السكة الحديدية أو السفن العابرة للمحيط. وهناك عدة أنواع على وجه التحديد من مخازن الحبوب بموجب القانون الكندي التي تم توضيحها في القانون الكندي للحبوب، القسم الثاني.
- المخازن الأساسية (كانت تُسمى «المخازن الريفية» قبل عام 1971) وهي تتسلم الحبوب من المُنتِجين مباشرةً لتخزينها أو لإعادة توجيهها أو كليهما معًا.
- المخازن التجهيزية (كانت تُسمى «مخازن الطاحونة» قبل عام 1971) وهي تتسلم الحبوب وتخزنها لتصنيعها مباشرةً أو لتجهيزها لمنتجات أخرى.
- المخازن الانتهائية ووظيفتها تَسَلُم الحبوب أثناء أو بعد التفتيش الرسمي والوزن، وتقوم بتنظيف الحبوب من العوالق وتخزينها ومعالجتها قبل إرسالها.
- مخازن النقل (بما في ذلك «المخازن الشرقية» من قبل تصنيف عام 1971) ومهمتها نقل الحبوب التي تم تفتيشها ووزنها رسميًا إلى مخازن أخرى. كما تقوم أيضًا مخازن النقل، في القسم الشرقي، بتَسلم الحبوب الشرقية والخارجية وتنظيفها من العوالق وتخزينها.

## التاريخ

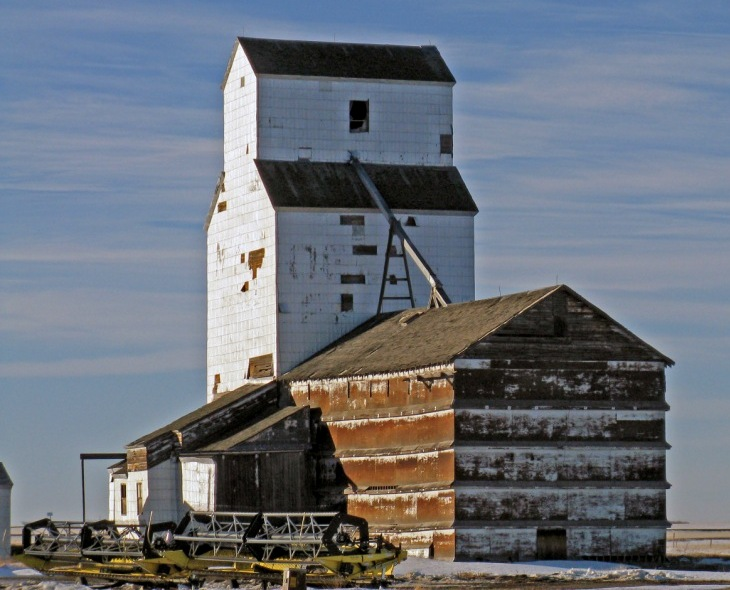
تصميم "خشبي مربع" تقليدي لمخازن الحبوب في غرب كندا. وهو تصميم شائع مستخدم من أوائل عقد 1900 حتى منتصف عقد 1980. المخزن الذي تم بناؤه عام 1925، مخزن طاحونة الدقيق أوجيلفي السابق في رينثام، ألبرتا، كندا.

لقد كان من الضروري والممكن أيضًا جمع الكثير من المال الذي أدى إلى ميلاد مخزن الحبوب الذي يعمل بقوة البخار في بوفالو، نيويورك عام 1843.ومنذ أن تم بناء قناة إري (Erie Canal) عام 1825، تتمتع بوفالو منذ ذلك الحين بموقعٍ فريد في الجغرافيا الأمريكية. فهي تقع عند مستوى تقاطع اثنين من أكبر الطرق المائية:؛ طريق يمتد من ميناء نيويورك، حتى نهر هدسون، إلى ألباني ومن الجانب الآخر ميناء بوفالو، أما الطريق الآخر شُكِّل إلى جانب البحيرات العظمى والذي يمكنه نظريًا نقل مستخدمي القوارب في أي اتجاه يرغبون في الذهاب إليه (من جهة الشمال باتجاه كندا، غربًا باتجاه ميتشغان أو ويسكنسن، جنوبًا باتجاه توليدو وكليفلاند، أو شرقًا باتجاه المحيط الأطلسي). وخلال عقد 1830 وما يليه، استفادت مدينة بوفالو بشكلٍ كبير من موقعها الذي تحتله. وعلى وجه التحديد، كانت المدينة مستفيدة من معظم الكميات المتزايدة من الحبوب (أغلبها من القمح) التي تنمو في مزارع أوهايو وإنديانا ويتم نقلها في بحيرة إري ليتم نقلها مرة أخرى إلى قناة إري. وإذا لم تكن مدينة بوفالو موجودة، أو إذا كانت الأمور ليست على ما يرام، فكان سيتم تحميل الحبوب على قواربٍ من سينسيناتي (Cincinnati) وشحنها من نهر المسيسيبي إلى نيو أورلينز.
وبحلول عام 1842، كان واضحًا أن مرافق ميناء بوفالو لم تعد مناسبة للعمل. حيث لا زالوا يعتمدون على تقنياتٍ كانت تستخدمها منذ العصور الوسطى: الأوروبية فِرَق عمال الشحن في الميناءفي استخدام بكرة رفع الأثقالوظهورهم لحمل وتفريغ كل كيس من أكياس الحبوب التي تم تخزينها أو المفترض تخزينها على السفينة. وقد يستغرق الأمر بضعة أيام وأحيانًا أسبوع لخدمة قارب واحد مُحَمّل بالحبوب. وتمر شحنات الحبوب خلال نهر المسيسيبي وليس عبر ممرات البحيرات العظمى/قناة إري. ويرجع الفضل إلى تاجر يُدعى جوزيف دارت باعتباره أول من تبنى فكرة أوليفر إيفانس مخزن الحبوب (وسيلة تصنيع في الأساس) لاستخدامها في النطاق التجاري (شحن الحبوب بكمياتٍ كبيرة من البحيرات إلى قوارب القناة)، ولكن التصميم والبناء الفعلي لأول ”مخزن حبوب ومستودع نقل“ في العالم يعمل بقوة البخار قام بتنفيذه مهندس يُدعَى روبرت دونبار. وبفضل ”مخزن دارت“ المهم (كان جاهزًا للعمل في الأول من يونيو عام 1843)، الذي يعمل سبع مرات تقريبًا أسرع من سابقه غير الآلي، أصبحت بوفالو قادرةً على مواكبة – وبالتالي تحفيز – النمو الهائل في حجم الإنتاج الزراعي الأمريكي في عقود 1840 و1850، خاصةً بعد الحرب الأهلية الأمريكية وظهور السكك الحديدية.

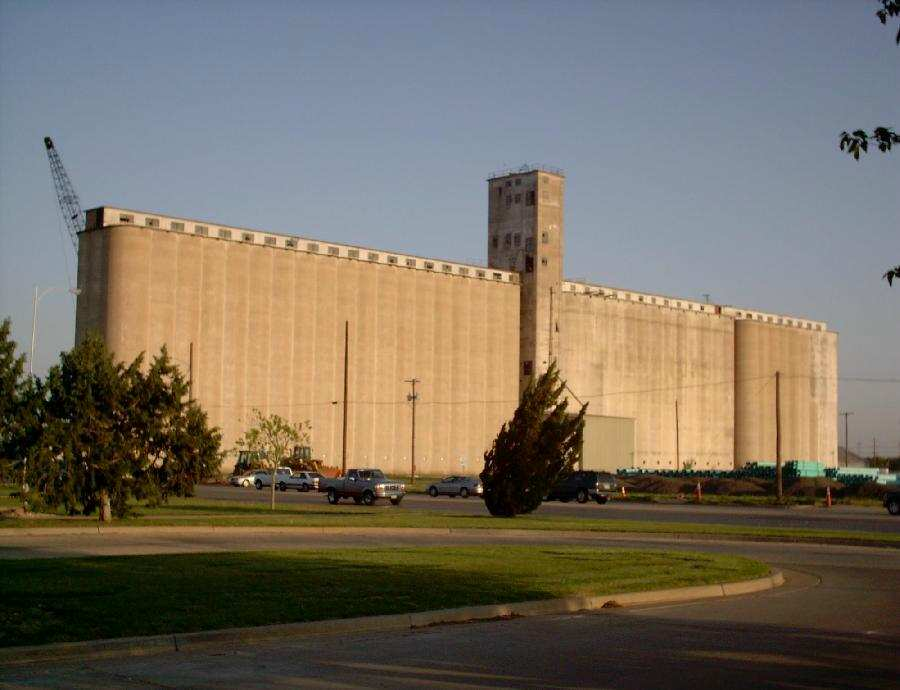
1928 مخزن بوروس (Burrus) المكون من صومعة غلال من الخرسانة المتحركة المسكوبة باستمرار في لوبوك. مخزن صُلب من الخرسانة المسلحة مكون من 123 صومعة غلال تم عرضه قبل هدمه عام 2004

لم يكن من قبيل المصادفة أن يتم بناء ثاني وثالث مخزن حبوب في العالم في توليدو، أوهايو وبروكلين بنيويورك عام 1847. وبالنسبة للمدن الأمريكية الوليدة، فهي مرتبطة عبر تجارة دولية جديدة للحبوب بدرجةٍ لم يسبق لها مثيل. ويتم تحميل شحنات الحبوب في أوهايو على سفنٍ عن طريق مخازن في توليدو، هذه السفن يتم تفريغها عن طريق مخازن في بوفالو والتي يتم فيها نقل شحنات الحبوب إلى قوارب القناة (لاحقًا باستخدام عربات السكة الحديد) ويتم تفريغها أيضًا بواسطة مخازن في بروكلين، وهناك يتم توزيع الحبوب إما إلى مطاحن الدقيق في الساحل الشرقي أو يتم تحميلها مرة أخرى لنقلها إلى إنجلترا، أو هولندا، أو ألمانيا. ولكن هذا التدفق الشرقي للحبوب يقابله تدفق بنفس القدر من الأهمية في عدد الناس ورؤوس الأموال في الاتجاه ”المعاكس“ الذي يمتد من الشرق إلى الغرب. وبسبب الأموال التي يتم ربحها في إنتاج الحبوب، وبطبيعة الحال أيضًا، بسبب التواجد الحقيقي لجميع الطرق المائية؛ ازداد عدد المهاجرين من بروكلين قادمين إلى أوهايو، وانديانا، وإلينوي لكي يصبحوا مزارعين. ويعني وجود المزيد من المزارعين تحول العديد من سهوب البراري إلى مزارع، مما يعني بدوره زيادة إنتاج الحبوب مما يتطلب بالضرورة إنشاء مخازن أكثر للحبوب في أماكنٍ مثل: توليدو، وبوفالو، وبروكلين (وكليفلاند، وشيكاغو، ودولوث). ومن خلال هذه ”الحلقة الاسترجاعية“ للإنتاجية بالتحديد – التي بدأت باختراع مخزن الحبوب – أصبحت أمريكا عملاقًا زراعيًا واقتصاديًا على المستوى العالمي: وأكبر دولة وحيدة في العالم إنتاجًا للقمح والذرة، والشوفان، والأرز، وهو امتياز تَدّعي امتلاكه حتى يومنا هذا.
وفي أوائل القرن العشرين، كان هناك ممارسات احتكارية في مجال صناعة مخازن الحبوب، مما أدى إلى الشهادة أمام لجنة التجارة بين الولايات عام 1906. أدى ذلك إلى إضرام النار في العديد من مخازن الحبوب في نبراسكا، بِزَعم الاحتجاج.

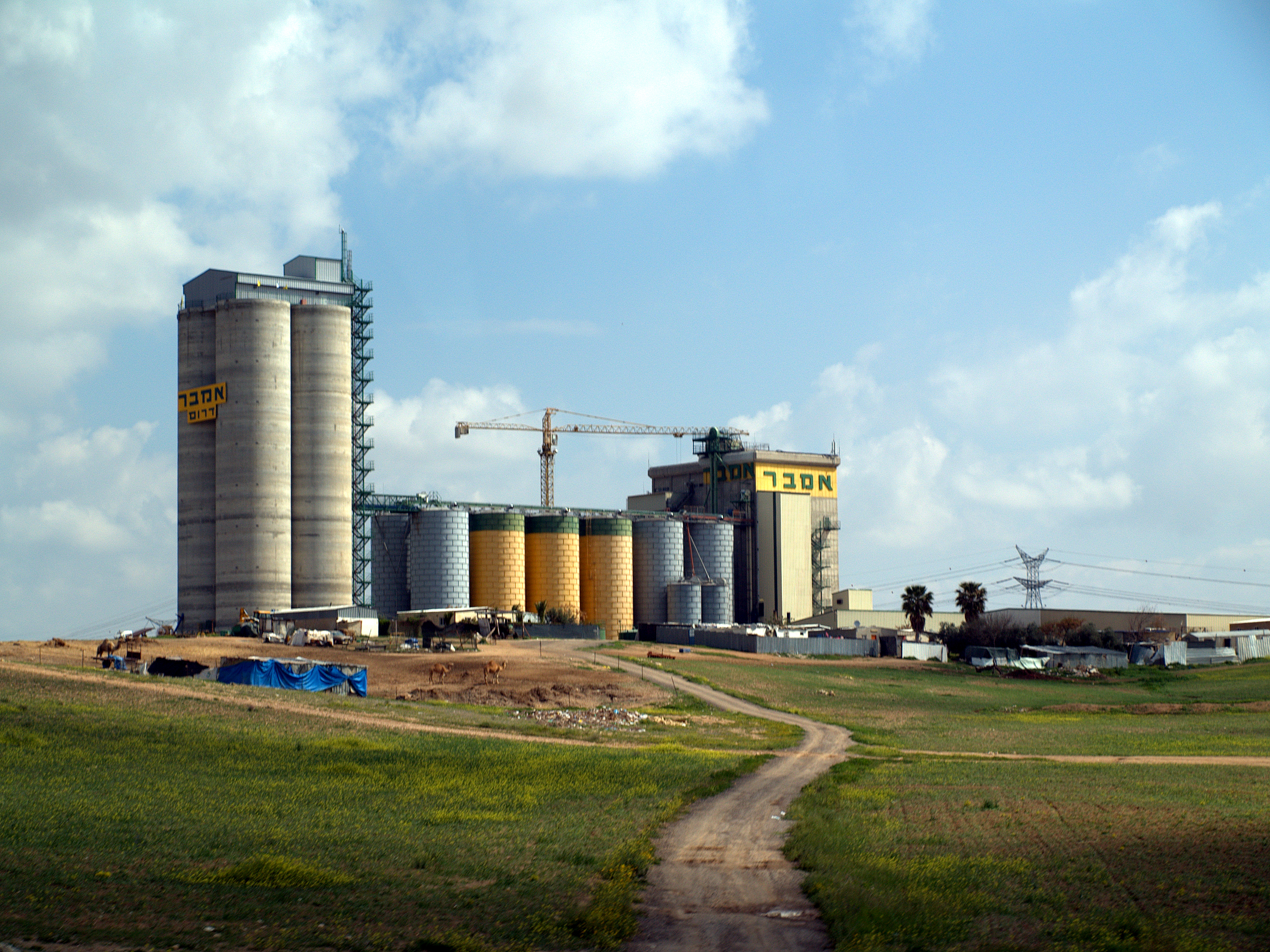
صوامع للغلال متصلة بمخزن للحبوب في مزرعة في إسرائيل

وتعتبر مخازن الحبوب اليوم مشهدًا مألوفًا في مناطق نمو الحبوب في العالم مثل أمريكا الشمالية وسهوب البراري بها. كما توجد أكبر المخازن الانتهائية في مراكز التوزيع مثل شيكاغو، وثاندر باي، وأونتاريو، حيث يتم إرسال الحبوب لتجهيزها أو لتحميلها على متن القطارات أو السفن لإرسالها للخارج.
ويوجد في بوفالو، نيويورك، أكبر ميناء للحبوب في العالم من عقد 1850 حتى النصف الأول من القرن العشرين حيث كان لديها حينها أكبر قدرة استيعابية لتخزين الحبوب في أكثر من ثلاثين مخزن حبوب من الخرسانة يقع على طول الموانئ الداخلية والخارجية. ويبقى الكثير من هذه المخازن مُعَطلاً في الوقت الحاضر، ولكن بدأت زراعة نبات الإيثانول عام 2007 مما يعني استخدام بعض المخازن لحفظ الذرة. وفي أوائل القرن العشرين، ألهمت مخازن الحبوب في بوفالو المهندسين المعماريين المعاصرين مثل لو كوربوزييه، الذي هتف قائلاً عندما رآها أول مرة: «إنها الثمار الأولى للعصر الحديث!». ولقد تم توثيق مخازن بوفالو للحبوب في سِجِل الهندسة الأمريكية التاريخية وتمت إضافتها إلى السجل الوطني للأماكن التاريخية. وتحمل إنيد، أوكلاهوما حاليًا لقب المدينة الأكثر سعةً لتخزين الحبوب في الولايات المتحدة.

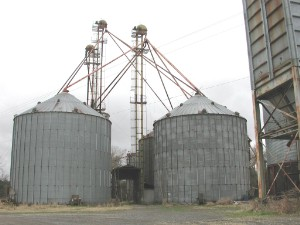
صناديق لتخزين الحبوب مصنوعة من الصُلب المُضَلَّع ومخزن للحبوب بكابلاتٍ مزودة بأحبال تثبيت في همينغواي، كارولينا الجنوبية

وفي المجتمعات الزراعية، يكون لكل بلدة مخزن واحد للحبوب أو أكثر لخدمة المزارعين المحليين. كانت مخازن الحبوب القديمة تُبنَى من أخشابٍ مربعة ولها تسعة صناديق أو أكثر مربعة أو مستطيلة مرتبة في أشكال 3 × 3 أو 3 × 4 أو 4 × 4 أو أنماط أخرى. تحتوي المخازن الخشبية المربعة عادةً على طرقٍ خاصة بها نطاق للشاحنة ومكتب في جهة، وخط للسكة الحديد في الجهة الأخرى، فضلاً عن مخزن إضافي للحبوب ملحق بالصناديق في الجانب الآخر.
ومع تطور وسائل النقل في الآونة الأخيرة، تخدم المخازن المركزية الأكثر اتساعًا العديد من المزارع. بعضها يكون كبيرًا للغاية. ويوجد مخزنان في كانساس (مخزن في هتشنسون والآخر في ويجيتا) ويمتدان بطول نصف ميل. وغالبًا ما تُعتبَر خسارة مخازن الحبوب في المدن الصغيرة تَغَيُرًا كبيرًا في هويتها، وهناك جهود مبذولة للحفاظ عليها باعتبارها أبنية تراثية. وفي ذات الوقت، يوجد لِدى العديد من مزارع الحبوب الكبيرة مَرافِقها الخاصة لمعالجة الحبوب من أجل تخزينها وتحميلها على الشاحنات.

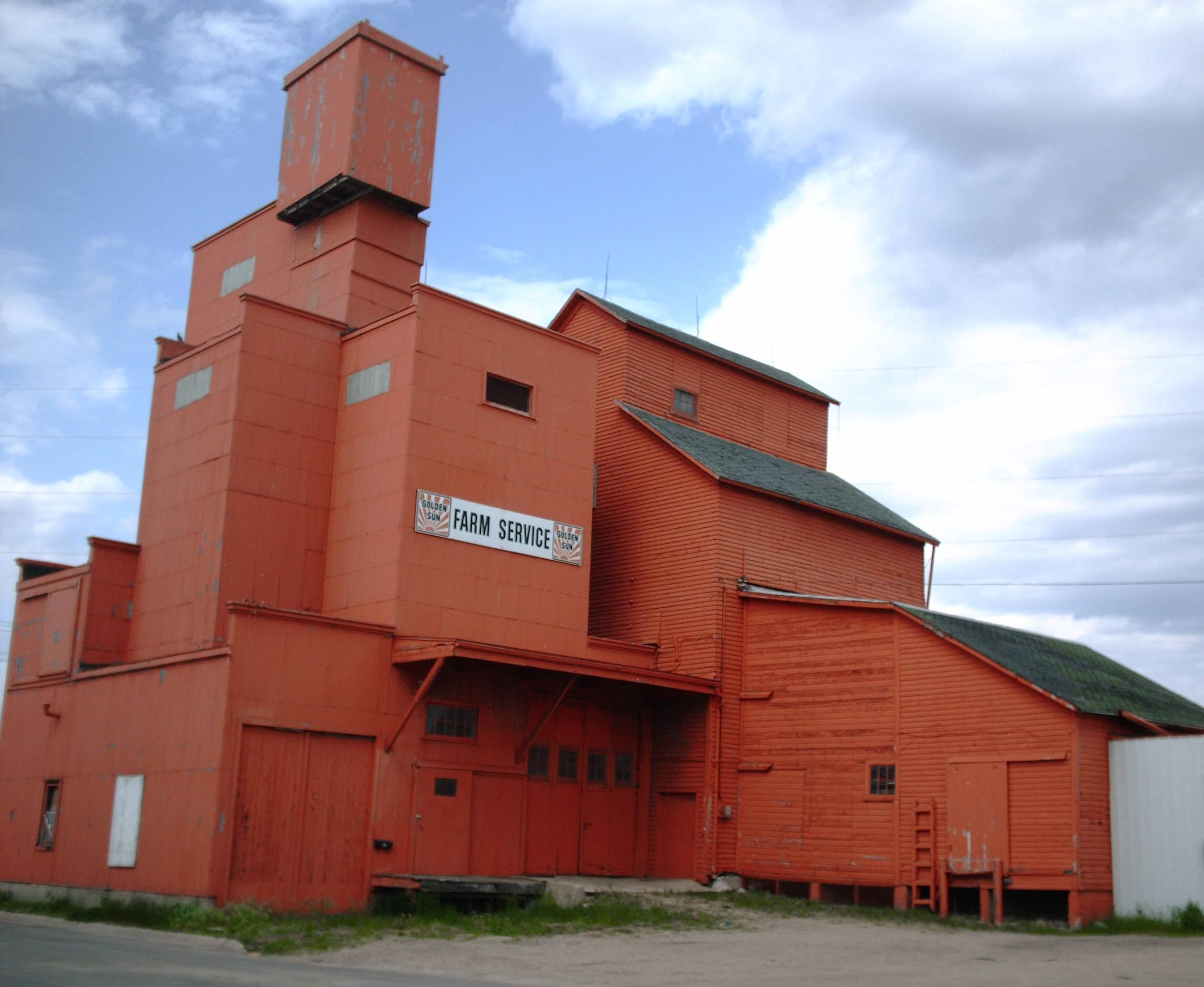
مخزن قديم للحبوب على هيئة أخشاب مربعة وطاحونة إطعام الدواجن في إيسذرفيل، آيوا

يقوم عمال مخازن الحبوب بشراء الحبوب من المزارعين، إما عن طريق الدفع النقدي أو بسعر مُتَفَق عليه في التعاقد، ثم بيعها بالعقود الآجلة بنفس كمية الحبوب كل يوم عادةً. حيث يستفيدون عن طريق تقليص الأساس وهو الفرق بين السعر النقدي المحلي وسعر العقود الآجلة التي تحدث في أوقاتٍ معينة من السنة.
وقبل أن تُتَاح وسيلة النقل بالشاحنة الاقتصادية، كان مشغلو مخازن الحبوب يستخدمون قُوَتَهم الشرائية في السيطرة على الأسعار. كان ذلك سهلاً خاصةً منذ أن كان المزارعون لديهم مخزن واحد فقط يبعُد بمسافةٍ معقولة عن مزارعهم. مما أدى إلى تولي بعض الحكومات إدارة مخازن الحبوب. ويعد صندوق ساسكاتشوان للقمح مثالاً على ذلك. وللسبب نفسه، قامت الجمعيات التعاونية بشراء العديد من المخازن.

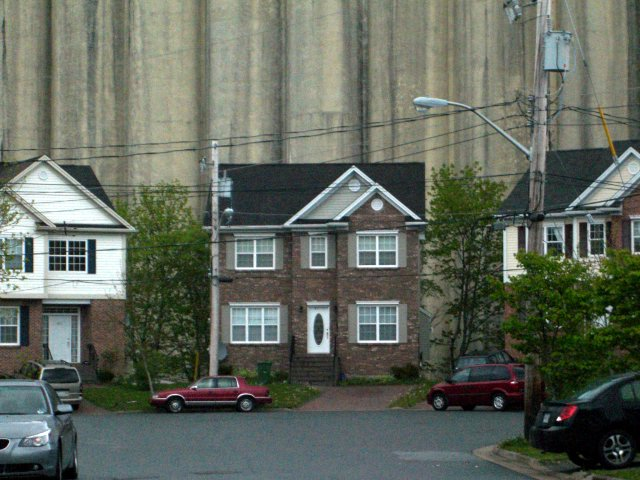
تلك المنازل في هاليفاكس، نوفا سكوشا تم بناؤها في التسعينيات بعد وقتٍ طويل من بناء المخزن كما أنها ذات قيمة بفضل موقعها. وفي صيف عام 2003، وقع انفجار في هذا المخزن مما أدى إلى اندلاع حريق استغرق سبع ساعاتٍ لإخماده.

وهناك مشكلة ظهرت مؤخرًا في مخازن الحبوب ألا وهي الحاجة إلى توفير أماكن منفصلة لتخزين الحبوب العادية والحبوب المعدلة وراثيا لتقليل المخاطر العرضية لاختلاط الاثنين معًا.
واجهت مخازن الحبوب في بعض الأحيان في الماضي انفجارات في صوامع الغلال. حيث تراكم المسحوق الناعم لملايين الحبوب الذي تجاوز المنشأة واختلط بالأكسجين في الهواء. ويمكن أن تنتقل شرارة من واحدة من الحبوب الطليقة إلى الأخرى مُحدثةً سلسلة من التفاعلات التي من شأنها تدمير المبنى بأكمله. (هذا الانفجار المُفرِّق للوقود هو الآلية التي تقف وراء قنابل الوقود الهوائية). ومن أجل منع ذلك، تمتلك المخازن قواعد صارمة ضد التدخين أو أي مصدر من مصادر اللهب المكشوفة. كما تحتوي الكثير من المخازن على عدة أجهزة يتم تثبيتها لزيادة التهوية والوقاية ضد ارتفاع درجة الحرارة في السيور الناقلة، والعواميد، والمحامل، وأجهزة كهربائية للوقاية من الانفجار مثل: المحركات الكهربائية، والمقلاد، والإضاءة.

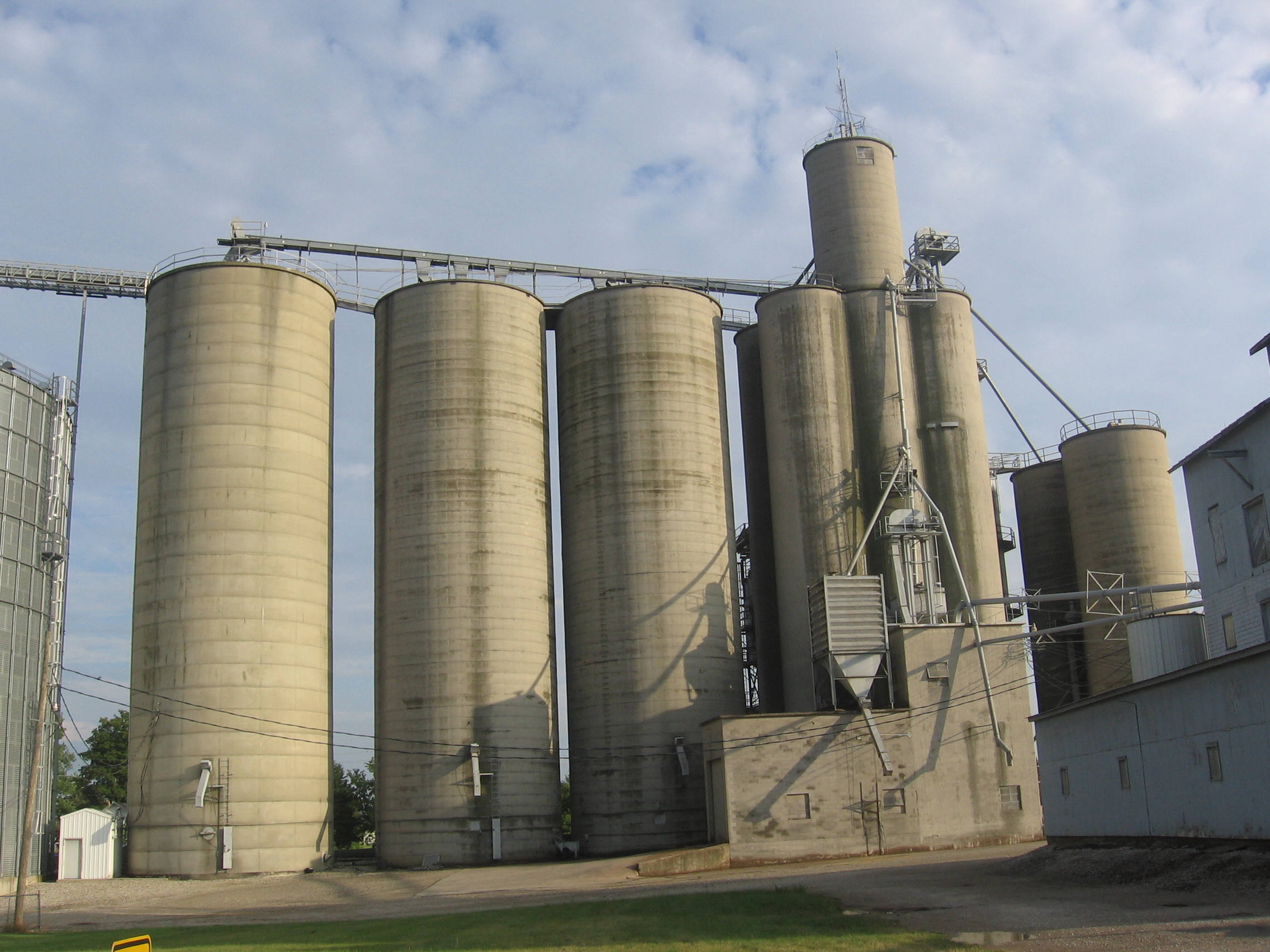
صوامع للغلال مجاورة لبعضها من الخرسانة المتسلقة من جهة اليسار والمركز الرئيسي من الخرسانة المتحركة المسكوبة باستمرارٍ في منشأة تخزينية في إيدون، أوهايو

وتحمل مخازن الحبوب في المجتمعات الكندية الصغيرة اسم المجتمع نفسه مرسومًا على جانبين من المخزن بأحرف كبيرة، واسم مُشغِّل المخزن مُزخرفًا على الجانبين الآخرين. وهذا يجعل عملية تحديد المجتمع أكثر سهولة بالنسبة لمُشَغلي السكك الحديدية (والسائقين والطيارين الذين ضلوا الطريق دون قصد). وغالبًا ما يبقى الاسم القديم للمجتمع الذي يتم إطلاقه على المخزن فترة طويلة بعد أن تختفي البلدة أو يتم دمجها في مجتمعٍ آخر، حيث بقي مخزن الحبوب في إليرسلي، ألبرتا مميزًا باسم المجتمع القديم حتى تم هدمه، وحدث ذلك بعد أكثر من عشرين عامًا بعد أن تم ضم القرية إلى مدينة إدمونتون.

ويعد إغلاق العديد من المخازن الصغيرة واحدةً من الاتجاهات الرئيسية التاريخية في مجال تجارة الحبوب، ودمج تجارة الحبوب في أماكنٍ أقل وعددٍ أقل من الشركات. على سبيل المثال، كان هناك عام 1961 ألف وستمائة واثنان وأربعون «مخزنًا أهليًا» (أصغر نوع) في ألبرتا تحتوي على 3,452,240 طن متري (3,397,720 طن كبير؛ 3,805,440 طن صغير) من الحبوب. وبحلول عام 2010، كان هناك تسعة وسبعون «مخزنًا أوليًا» (كما يُعرف اسمه الآن) يحتوي على 1,613,960 طن متري (1,588,470 طن كبير؛ 1,779,090 طن صغير).

## صفوف المخازن
يشير مصطلح صف المخازن في كندا إلى أربعة صفوفٍ أو أكثر من الغرف الخشبية المربعة في سهوب البراري ومخازن الحبوب بها.
وفي الأيام الأولى الريادية لمدن سهوب البراري في غرب كندا، وعندما سُكِنَت البقاع الزراعية الجيدة، أراد الكثير من الناس كسب المال عن طريق بناء مخازن للحبوب خاصة بهم، مما أدى إلى الاتجاه الجماعي بتأسيس شركات خاصة للحبوب. وتتفاخر المدن بالعشرات من شركات التخزين التي تصطف في صفٍ واحد بطول خطوط السكك الحديدية. فإذا كان هناك مدينة محظوظة بما يكفي لوجود خطين من خطوط السكك الحديدية، فهذه المدينة هي مونتريال. وقد يوجد في العديد من صفوف المخازن مخزنين أو أكثر تابعين لنفس الشركة. كما تتباهى المدن الصغيرة بوجود صفوف للمخازن الكبيرة في النشرات الترويجية لجذب المستوطنين. ومع وجود منافسة شرسة في العشرينيات، بدأت فكرة الدمج على الفور تقريبًا وتم دمج العديد من الشركات الصغيرة أو استيعابها في شركاتٍ أكبر.
ومع الانخفاض الشديد في تكلفة الحبوب في منتصف التسعينات، اتجهت العديد من شركات التخزين الخاصة مرة أخرى إلي فكرة الاندماج. مما تسبب هذه المرة في تشريد الآلاف من «حراس سهوب البراري». وبسبب هدم العديد من مخازن الحبوب، لم يتبقَ في كندا سوى صفين من صفوف المخازن التي نجت من عمليات الهدم؛ يقع أحدهما في وارنر، ألبرتا، والآخر في إنغليس، مانيتوبا. تم توفير الحماية لصف المخازن في إنغليس باعتباره من الأماكن الوطنية التاريخية في كندا، في حين أن صف المخازن في وارنر لا يزال غير محمي.

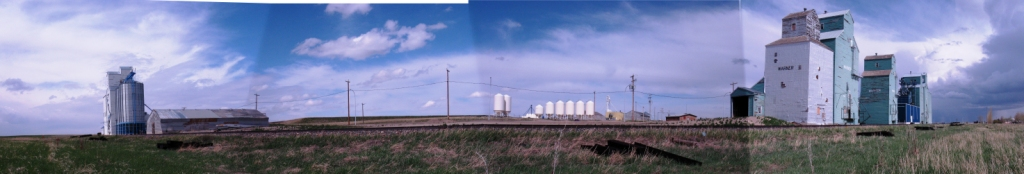
منظر شامل لصف مخازن وارنر مع مجموعة من ستة مخازن لا تزال قائمةً. مشهد مألوف في أنحاء الكثير من المدن الصغيرة في غرب كندا حتى منتصف التسعينات.

## شركات التخزين
أستراليا
- التصنيع الأولي - مُصنِّع لمكونات أدوات الرفع بالدلو
- شركة إيه بي بي (ABB) للحبوب &ndash؛ تأسست كشركة استثمارية، المجلس الأسترالي لنبات الشعير، عام 1939، بواسطة مُزارعي الشعير في جنوب أستراليا وفيكتوريا بعد تحويلها لشركة مساهمة، حصلت عليها فيتيرا (راجع أدناه) عام 2009؛ التحالف الأسترالي للشحنات غير المعبأة وهي مشروع مشترك بين شركة إيه بي بي وسوميتومو لتشغيل المرافق في بعض المناطق.
- الشركة التعاونية لمعالجة الشحنات غير المعبأة (CBH) &ndash؛ وهي شركة تعاونية أسسها مزارعو الحبوب في غرب أستراليا عام 1933.
- شركة محاصيل الحبوب &ndash، التي أسستها حكومة نيو ساوث ويلز عام 1918 كمخزنٍ حكومي للحبوب وتم خصخصتها عام 1990 تقريبًا والحصول على نظيرتها في فيكتوريا عام 1999 وشركة (AWB) المساهمة المُنَافِس والمُصَدر القومي للحبوب في عام 2010.

كندا
ينبغي أن تكون جميع الشركات المُشَغِلة للمخازن حاصلةً على ترخيصٍ من اللجنة الكندية للحبوب التي تحتفظ بقائمةٍ لجميع الشركات المُرَخصة التي تعمل حاليًا في البلاد.
- كارجيل &ndash؛ التي أسسها دبليو دبليو كارجيل (W.W. Cargill) عام 1865.
- ريتشاردسون الدولية &ndash؛ أسسها جيمس ريتشاردسون (James Richardson) عام 1857. وتُعرف أيضًا باسم ريتشاردسون بايونير (Richardson Pioneer).
- باترسون للحبوب &ndash؛ تأسست عام 1908 باسم شركة إن إم باترسون (N. M. Paterson).
- بارش وهيمبيكر &ndash؛ أسستها عائلتا ويليام باريش ونورمان جي هيمبيكر عام 1909.
- الشركة المستقلة للحبوب. &ndash؛ استحوذت عليها شركة (ريتشاردسون) بايونير عام 1953.
- شركة ألبرتا باسيفيك للحبوب. &ndash؛ استحوذت عليها الشركة الاتحادية للحبوب عام 1967.
- سيرل (للحبوب) &ndash؛ تم دمجها مع الشركة الاتحادية للحبوب عام 1967.
- الشركة الاتحادية للحبوب &ndash؛ تم بيعها إلى مُجمعات القمح الإقليمية الثلاث عام 1972.
- الشركة القومية للحبوب. &ndash؛ استحوذت عليها شركة كارجيل عام 1974.
- مُجمع مانيتوبا للقمح &ndash؛ تم دمجه مع مُجمع ألبرتا للقمح عام 1997.
- مجمع ألبرتا للقمح &ndash؛ تم دمجه مع مُجمع مانيتوبا للقمح عام 1997.
- المزارع المتحدة للحبوب &ndash؛ استحوذت عليها شركة أجريكور المتحدة عام 2001.
- أجريكور المتحدة &ndash؛ استحوذ عليها مُجمع ساسكاتشوان للقمح عام 2007.
- مجمع ساسكاتشوان للقمح &ndash؛ استحوذت عليه شركة أجريكور المتحدة عام 2007 لتأسيس شركة فيتيرا.
- فيتيرا &ndash؛ تم تأسيسها بعد استحواذ مُجمع ساسكاتشوان للقمح على شركة أجريكور المتحدة.
- لويس دريفوس كندا المحدودة.

الولايات المتحدة
- آرشر دانييلز ميدلاند (ADM) للمطاحن
- جلوب للهندسة الزراعية
- كارجيل
- شركة روس للتصنيع
- المزارع المتحدة للحبوب

## مخازن الحبوب الشهيرة
أثناء معركة ستالينجراد، كان من بين المواقع السوفيتية القوية المُحَصَنة جيدًا على وجه الخصوص موقع باسم «مخزن الحبوب» وكان مهمًا من الناحية الإستراتيجية لكلا الطرفين.
وهذه قائمة بأسماء مخازن الحبوب التي في طريقها لأن تكون مواقع تراثية، أو متاحف أو يتم الحفاظ عليها من أجل الأجيال القادمة.
كندا
ألبرتا

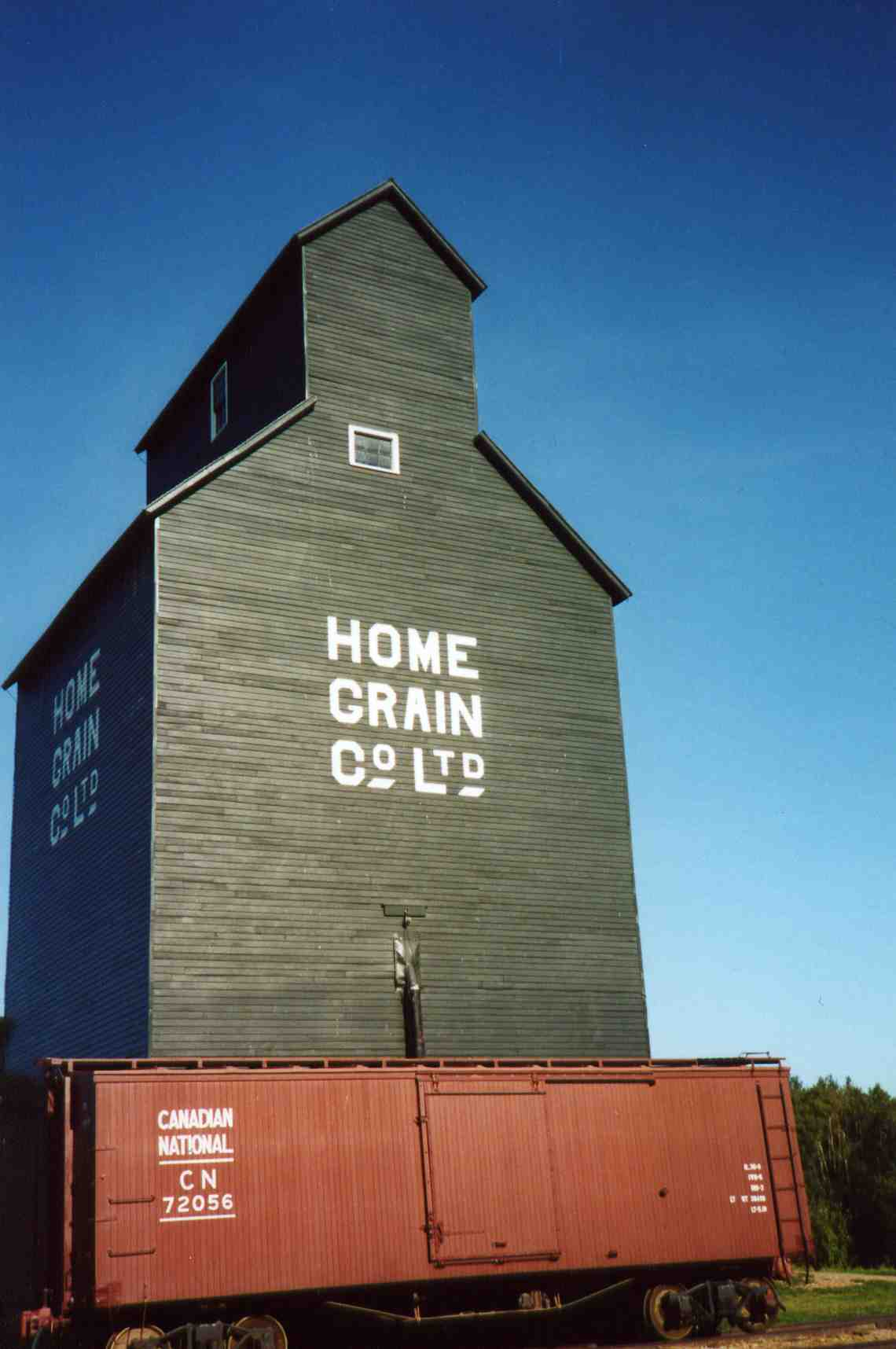
الشركة الرئيسية للحبوب. مخزن خشبي مربع في قرية التراث الثقافي الأوكراني في ألبرتا، كندا.

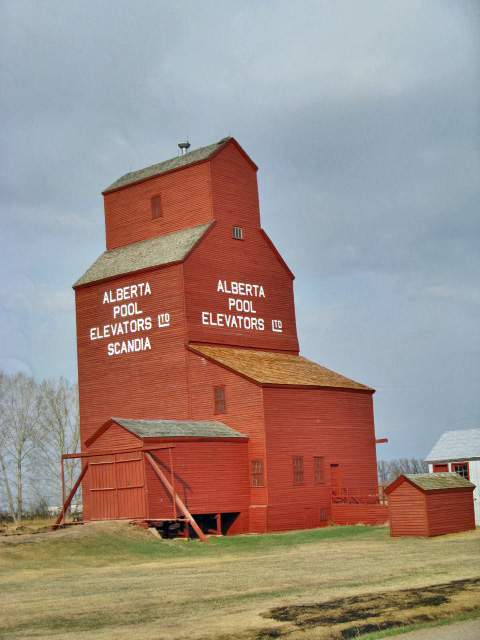
مخزن مُجمع ألبرتا للقمح شركة مساهمة. مخزن خشبي مربع في متحف منطقة الري الشرقية اسكانديا في اسكانديا، ألبرتا، كندا

- وادي أكاديا - متحف مخزن سهوب البراري، سابقًا مجمع ألبرتا للقمح تحول إلى منزل الشاي / متحف.[6]
- متحف ألبرتا للسكك الجديدية المركزية - سابقًا مُجمع ألبرتا للقمح ثاني أقدم مخزن للحبوب في ألبرتا، انتقل من هوبيما.[7]
- أندرو - مُجمع ألبرتا للقمح سابقًا، تم ترميمه كمتحف.
- كاستور - ألبرتا باسيفيك سابقًا، تم ترميمه كمتحف.[8]
- الوادي الكبير - مُجمع ألبرتا للقمح، مُستَخدَم كمتحفٍ كامل بمحطات القطار والقاطرات.[9]
- إدمونتون - طاحونة ميتشي، سابقًا طاحونة دقيق تم تحويلها إلى مطاعم، ومكاتب قانونية، وشقق خاصة.[10]
- مزرعة إليس بيرد، تم بناؤها عام 1937 وهي أقدم مخازن البذور القائمة في ألبرتا.
- إيسثير - مُجمع ألبرتا للقمح سابقًا، تم ترميمه كمتحف.
- مطحنة هاسيل وود حانة هاسيل وود للإقامة والإفطار - أقدم طاحونة تنظيف للبذور في ألبرتا، الثانية على الموقع، مملوكة للقطاع الخاص وغير متوفر لها الحماية، تم تشغيلها من الثلاثينيات وحتى الستينيات 1960 بالقرب من بحيرة بيترن، ألبرتا
- متحف الأفدنة التراثية - تمت إعادته إلى مخزن المزارع المتحدة للحبوب وانتقل من بروكيت.[11]
- قرية الحدائق التراثية التاريخية، شركة أمن المخازن سابقًا. شركة مساهمة انتقلت من شانتوس [12]
- كينوسو - المزارع المتحدة للحبوب مع شعار UGG الأصلي.
- ليدوس - مُجمع ألبرتا للقمح سابقًا، تم إنقاذه من الهدم والآن أصبح متحفًا.[13]
- لاويد - مخزن بايونير سابقًا والآن أصبح جزءًا من متحف الخور الحديدي
- مايرثورب - 1966 الشركة الاتحادية للحبوب والآن أصبحت مركزًا تعريفيًا.[14]
- ميتنج كريك، مُجمع ألبرتا للقمح المرمم، ومخزن باسيفيك للحبوب، ومحطة قطارات سي إن (CN).[15]
- نانتون - المركز الاستكشافي لمخازن الحبوب الكندية، ثلاثة مخازن تم إنقاذها من الهدم والحفاظ عليها لتثقيف الزوار حول المدينة وتاريخ ألبرتا الزراعي.[16]
- رادواي - شركة كراوس للمطاحن تم ترميمها كمتحف.[17]
- رالي - أقدم مخازن الحبوب القائمة في موقعها الأصلي في ألبرتا، تم بناؤها عام 1909 والمحافظة على العديد من ملامحها الأساسية.
- راولي - المزارع المتحدة للحبوب، ومُجمع ألبرتا لمخازن القمح، تم إنقاذها من الهدم بواسطة السكان المحليين وترميمها بالكامل الآن.
- اسكانديا - متحف منطقة الري الشرقية مُجمع ألبرتا للقمح في العشرينيات وحظيرة ماشية، ومتحف الآن.
- المتحف المئوي لأمن الجنوب، المزارع المتحدة للحبوب انتقل من ألبرايت.[18]
- اسبروس جروف - متحف مخازن حبوب اسبروس جروف، مُجمع ألبرتا للقمح سابقًا، ومُستخدم الآن كسوق للمزارعين.
- سانت ألبرت - حديقة مخازن حبوب سانت ألبرت،[19] شركة حبوب ألبرتا عام 1906 ومُجمع مخازن ألبرتا للقمح عام 1929 والآن حديقة تاريخية.[20]
- استيتلر - 1920 مخازن حبوب وطواحين تلقيم وإلقاء الفحم الخاصة ببارش وهيمبيكر الباقية في ألبرتا والمُوفَر لها الحماية والتي تحولت إلى متحفٍ الآن.[21]
- قرية التراث الثقافي الأوكراني - الشركة الرئيسية للحبوب سابقًا التي انتقلت من بيليس[22]
- وارنر - صف مخازن وارنر، صف المخازن الأخير الذي تَبَقى في ألبرتا بمجموع حوالي ستة مخازن. غير محمي حاليًا.

كولومبيا البريطانية
- كريستون - وسابقًا مجمع ألبرتا للقمح (1936) ومخازن المزارع المتحدة للحبوب (1937) التي لا تزال قائمة طويلاً على حافة قلب وسط المدينة في منتصف وادي كريستون.
- داوسون كريك - تم ترميمه وتجديده كمعرضٍ فني جماعي.

مانيتوبا

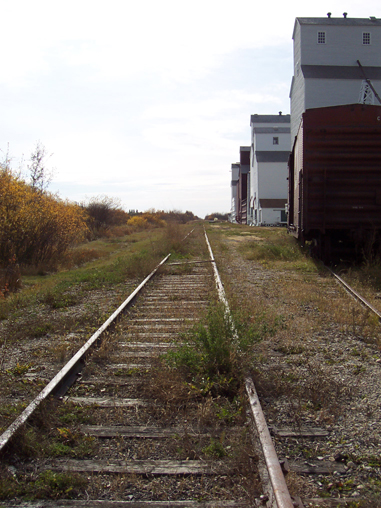
صف مخازن إنغليس، إنغليس، مانيتوبا، كندا.

- إنغليس - صف مخازن إنغليس صف المخازن الأخير الذي تبقى في مانيتوبا بمجموع أربعة مخازن. تم تصنيفه وحمايته الآن كموقع وطني تاريخي في كندا.
- نيفرفيل - أول مخزن للحبوب في غرب كندا بناه ويليام هيسبلر عام 1879 [23]
- بلام كولي - مخزن للحبوب تم تجديده كمطعمٍ وغرفٍ للاجتماعات.

ساسكاتشوان
- إيدام - مُجمع ساسكاتشوان للقمح سابقًا والآن تحول إلى متحف.
- جرافلبورغ - مُجمع ساسكاتشوان للقمح سابقًا، تم إنقاذه من الهدم والآن أصبح متحفًا.
- الرأس الهندية - مزرعة تجريبية لمخازن الحبوب تم تجديدها لتصبح كافيتيريا، مقهى.
- متحف وقرية سوكانون شيب بايونيير - فيكتوريا سابقًا - مكابي انتقل من ماور.[24]
- فال ماري - الاتحادية سابقًا ومُجمع ساسكاتشوان المئوي للقمح عام 1967، والآن متحف.
- متحف شمال باتل فورد للتنمية الغربية، مُجمع ساسكاتشوان للقمح سابقًا الذي انتقل من كيتلي.[25]
- جبل وود - مُجمع ساسكاتشوان للقمح سابقًا والآن متحف.

الولايات المتحدة

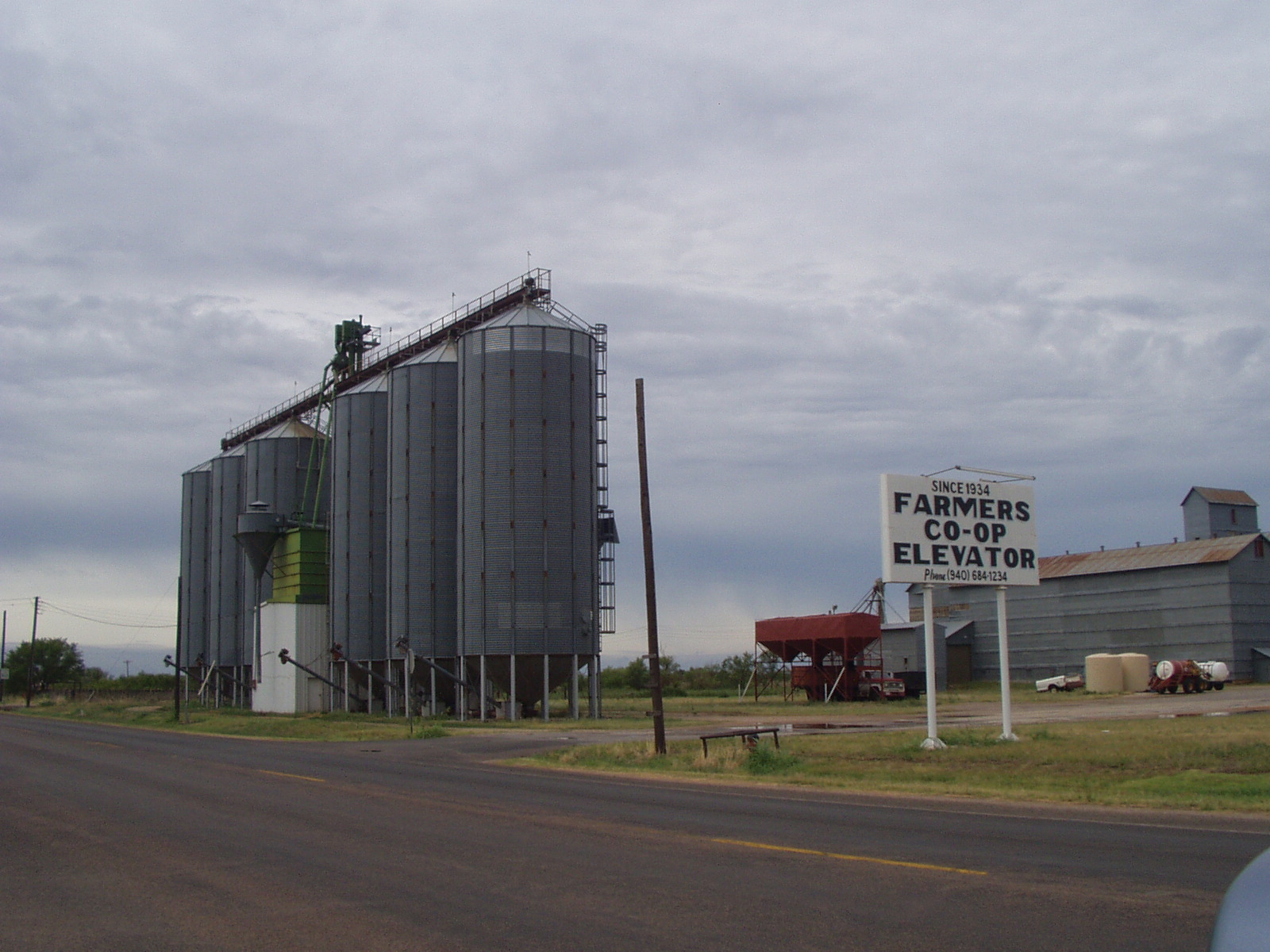
المخزن التاريخي التعاوني، صف من الصناديق السفلية المموجة ذات القافز المصنوع من الصُلب على اليسار، وصناديق مربعة ملحقة على اليمين كرويل، تكساس

- مستودع آرمور، تم تشييده عام 1861–62 على الضفة الشمالية من قناة إلينوي-ميتشغان في سينيكا إلينوي.
- المخزن الانتهائي للحبوب نقطة لوكست بالتيمور وأوهايو، واحد من أكبر المخازن الانتهائية للحبوب تم تشييده في أوائل القرن العشرين بقدرة استيعابية تصل إلى 3.8 مليار بوشل في بالتيمور، ماريلاند.
- بوتون، لوالمخازن الحبوب المملوكة لسوزان (فلانري سابقًا) ومايكل كريس بريلسفورد، صورة للموقع في الذكرى السنوية الأربعين للملابس الرياضية المصورة عدد عام (2004).
- بريكتاون، مدينة أوكلاهاما، أوكلاهاما موطن صخور مدينة أوكلاهاما (OKC)، مخزن سابق للحبوب تحول إلى مكان للتسلق الداخلي يقع في مدينة أوكلاهاما، أوكلاهاما.
- مخزن شركة نورث ويسترن المدمجة للمطاحن، وتُعرف أيضًا باسم مبنى سيريسوتا ومخزن «المليون بوشل»[بحاجة لمصدر] وهو مخزن عام يتسلم الحبوب قامت شركة نورث ويسترن المدمجة للمطاحن بتشييده عام 1908 في مينيابوليس، مينيسوتا.
- تأسس مخزن الخرسانة المركزي بين عامي 1915 و1917 في بوفالو، نيويورك.
- مخزن أنجرسول البلاطي، مخزن مبني من البلاط المصنوع من الطين الأحمر الأجوف، يقع في أنجرسول، أوكلاهاما.
- مخزن ومطحنة داكوتا الشمالية، أكبر مطحنة دقيق في الولايات المتحدة، يقع في غراند فوركس، داكوتا الشمالية.
- شيريدان لمطاحن الدقيق، شركة تعاونية، مجمع صناعي في شيريدان، وايومنغ.
- صومعة غلال بوينت، تم إعادة تشييدها كعمارات تقع في بالتيمور، ماريلاند.
- برج زيب فييد، أطول مبنى تشغيلي في داكوتا الشمالية منذ بنائه عام 1956-1957 حتى هدمه في ديسمبر عام 2005.
- مخزن الحبوب الخرساني بيفي هاجلين التجريبي في سانت لويس بارك، مينيسوتا، أول مخزن للحبوب من الخرسانة المسلحة في الولايات المتحدة

## الانفجارات في المخازن
عند وجود كمية كافية غير مستخدمة من الطحين أو غبار الحبوب القابلة للاحتراق في الهواء، يمكن أن يحدث انفجار هائل. ومن الأمثلة التاريخية الشهيرة للانفجارات المدمرة التي تحدث بسبب مسحوق الحبوب، الانفجار الذي وقع عام 1878 في مطحنة "A" واشبرن في مينيابوليس، مينيسوتا، والذي أسفر عن مقتل ثمانية عشر شخصًا، وهدم اثنين من المطاحن المجاورة، وتلف أخرى، والتسبب في حدوث حريق مُدمر التهم العديد من المطاحن في المقاطعات القريبة. (تم إعادة بناء مطحنة "A" واشبرن لاحقًا واستئناف استخدامها حتى تم إغلاقها عام 1965). ومثال آخر على ذلك، الانفجار الذي وقع عام 1998 في مخزن حبوب ديبروس في ويتشيتا، كنساس وأسفر عن مقتل سبعة أشخاص. والمثال الذي حدث مؤخرًا الانفجار الذي وقع في التاسع والعشرين من أكتوبر عام 2011 في شركة بارتليت للحبوب في أتشيسون، كانساس. حيث بلغ عدد القتلى ستة أشخاص. كما أُصيب شخصان بحروقٍ بالغة، أما الأربعة الباقون فلم يُصابوا بأذى.
وغالبًا ما تصبح المواد العضوية المُقسّمة جيدًا مواد متفجرة عندما تتناثر في الهواء المُعلق؛ وبالتالي يعد الطحين الفاخر شديد الانفجار في الهواء المُعلق. وهذا يشكل خطرًا كبيرًا عندما يتم طحن الحبوب لإنتاج الطحين، لذلك تبذل المطاحن الجهد المستطاع لتقليل مصادر الشرر. وتشمل تلك الإجراءات غربلة الحبوب بعنايةٍ قبل طحنها، أو إزالة الحصى الذي يمكن أن يسبب الشرر من أحجار الرحى، بالإضافة إلى استخدام المغناطيس لإزالة الكتل المعدنية التي تسبب الشرر.
ولقد حدث أول انفجار بسبب الطحين في مطحنةٍ بإيطاليا عام 1785، ولكن كان هناك العديد من الحوادث من هذا النوع منذ ذلك الحين. ويقدم المرجعان الآتيان أرقامًا لانفجارات الطحين والغبار المسجلة في الولايات المتحدة الأمريكية عام 1994 وعام 1997. ففي العشر سنوات التالية بما في ذلك عام 1997، وقع حوالي مائة وتسعة وعشرين انفجارًا.

## وسائل الإعلام

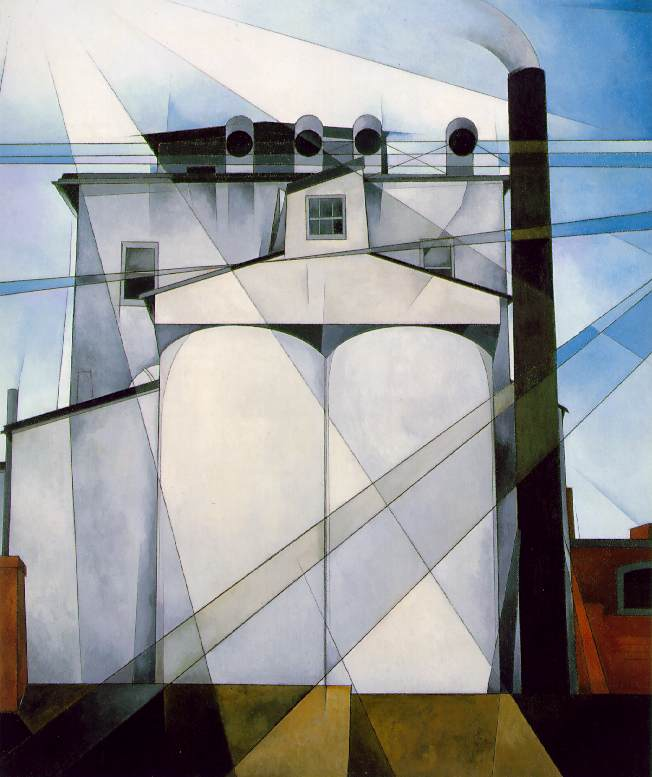
"مصري" بمتحف ويتني للفن الأمريكي، نيويورك

كانت مخازن حبوب سهوب البراري الكندية هي موضوع الأفلام الوثائقية للمجلس الوطني السينمائي لكندا عن مخازن الحبوب ومقتل الأفق.

## وصلات خارجية
- سجل كامل مصوَر لمخازن حبوب سهوب البراري الكندية المتبقية
- معالم التلاشي - صور لمخازن الحبوب القائمة والمهدمة مدعومةً بمعلومات وخرائط.
- مخازن الحبوب: صناعة بوفالو المفقودة
- مصوِر مخازن الحبوب بروس سيليام
- بكسلجرين: انتقال التخطيط في سهوب البراري الكندية
- إنقاذ مخازن حبوب ألبرتا
- «داخل مخازن الحبوب الحديثة» مجلة علمية شهرية شهيرة فبراير 1930، صفحة 45. رسم توضيحي لكيفية عمل مخازن حبوب في فترة الثلاثينيات في الموانئ البحرية.